# جريدة إسبانيا
إسبانيا هي جريدة ناطقة باللغة الإسبانية صدرت في مدينة طنجة في المغرب في الفترة ما بين عامي 1938 و1971.

## لمحة تاريخية
تأسست صحيفة إسبانيا في عام 1938 بتوجيه من خوان لويس بيجبدير الذي كان يشغل منصب المندوب السامي لإسبانيا في المغرب في ذلك الوقت، ونُشر عددها الأول في 12 أكتوبر عام 1938. صدرت الصحيفة في سياق قامت فيه الكتائب بتحرير مختلف الصحف في منطقة شمال إفريقيا، بما في ذلك منطقة طنجة الدولية. أصبحت جريدة إسبانيا الصحيفة الإسبانية اليومية الرائدة في منطقة شمال إفريقيا، وعلى الرغم من أصولها الإسبانية، فقد رحب القسم اإخباري في الجريدة بالعديد من الكتاب والصحفيين ألإسبان الجمهوريين المنفيين مثل فرناندو غارسيا فيلا وخوان أنطونيو كابيثاس. كان توزيع جريدة إسبانيا في أفضل الحالات لا يتجاوز 50000 نسخة يوميًا، وكان آخر إصدار للجريدة بتاريخ 31 أكتوبر 1971.

## موضوعات النشر
على الرغم من أن الجريدة كانت تُنشر في مدينة طنجة، إلا أن الخط التحريري الأسباني للمجلة لم يكن يهتم كثيرًا بالشؤون الإفريقية، بل على العكس من ذلك، فقد انصب معظم اهتمام الصحيفة على الشؤون الإسبانية والدولية، فكانت الجريدة كثيرًا ما تنشر أخبارًا حول منافسات مصارعة الثيران. وفي حقبة الخمسينيات من القرن العشرين، نشرت صحيفة إسبانيا ملحقًا ساخرًا كان يُعرف باسم "دون خوسيه" تحت إشراف المصور ورسام الكاريكاتير الإسباني أنطونيو مينجوتيه،

## مديري ورؤساء تحرير الجريدة
كان مؤسس جريدة إسباني ومديرها الأول هو الصحفي الإسباني جريجوريو كوروتشانو، والذي عين الجمهوري خايمي مينينديز كأول رئيس تحرير للجريدة، ثُمّ حل كُل من إدواردو هارو تيكلين ومانويل كروز فرنانديز محل جريجوريو كوروتشانو كمديرين للجريدة.